# KNVB Beker 2023/24 (vrouwen amateurvoetbal)
De KNVB Beker vrouwen amateurvoetbal ging op 2 september 2023 van start met de eerste ronde en eindigde op Hemelvaartsdag donderdag 9 mei 2024 met de finale. Jong Ajax won die finale met 0-2 van FC Eindhoven AV op diens terrein.

## Landelijke beker
Deelnemers waren de vrouwenelftallen uitkomend in de Topklasse, Hoofdklassen en Eerste klassen. SSS nam niet deel.
De eerste ronde werd gespeeld in poulevorm. Elke poule bestond in principe uit vier, maar minimaal drie elftallen, die een halve competitie afwerkten. De 22 poulewinnaars en de kampioen van de Vrouwen Beloftencompetitie 2022/'23 (Jong Ajax) plaatsen zich rechtstreeks voor de derde ronde. De beste 18 nummers 2 plaatsen zich voor de tweede ronde. De elftallen uitkomend in de Eerste klassen die zich niet wisten te plaatsen vielen terug naar de Districtsbeker van hun district. De vier halve finalisten gingen tevens door naar de eerste ronde van de KNVB Beker vrouwen.

### Wedstrijden

#### Eerste ronde
Groep 1
| Pos | Team         | Wed | W | G | V | Ptn | DV | DT | +/− | Kwalificatie |
| --- | ------------ | --- | - | - | - | --- | -- | -- | --- | ------------ |
| 1   | Wartburgia   | 3   | 3 | 0 | 0 | 9   | 9  | 2  | +7  | Derde ronde  |
| 2   | DSS-2        | 3   | 2 | 0 | 1 | 6   | 8  | 4  | +4  | Tweede ronde |
| 3   | Reiger Boys  | 3   | 1 | 0 | 2 | 3   | 3  | 5  | −2  |              |
| 4   | Real Sranang | 3   | 0 | 0 | 3 | 0   | 2  | 11 | −9  |              |

Groep 2
| Pos | Team         | Wed | W | G | V | Ptn | DV | DT | +/− | Kwalificatie |
| --- | ------------ | --- | - | - | - | --- | -- | -- | --- | ------------ |
| 1   | DSS          | 3   | 3 | 0 | 0 | 9   | 8  | 1  | +7  | Derde ronde  |
| 2   | Ter Leede-2  | 3   | 2 | 0 | 1 | 6   | 4  | 3  | +1  | Tweede ronde |
| 3   | WV-HEDW      | 3   | 0 | 1 | 2 | 1   | 3  | 7  | −4  |              |
| 4   | Wartburgia-2 | 3   | 0 | 1 | 2 | 1   | 2  | 6  | −4  |              |

Groep 3
| Pos | Team          | Wed | W | G | V | Ptn | DV | DT | +/− | Kwalificatie |
| --- | ------------- | --- | - | - | - | --- | -- | -- | --- | ------------ |
| 1   | Ter Leede     | 3   | 3 | 0 | 0 | 9   | 14 | 2  | +12 | Derde ronde  |
| 2   | De Jodan Boys | 3   | 2 | 0 | 1 | 6   | 12 | 3  | +9  | Tweede ronde |
| 3   | RCL           | 3   | 1 | 0 | 2 | 3   | 5  | 12 | −7  |              |
| 4   | Spirit        | 3   | 0 | 0 | 3 | 0   | 2  | 16 | −14 |              |

Groep 4
| Pos | Team          | Wed | W | G | V | Ptn | DV | DT | +/− | Kwalificatie |
| --- | ------------- | --- | - | - | - | --- | -- | -- | --- | ------------ |
| 1   | FC Rijnvogels | 3   | 3 | 0 | 0 | 9   | 24 | 2  | +22 | Derde ronde  |
| 2   | IJFC          | 3   | 2 | 0 | 1 | 6   | 6  | 9  | −3  | Tweede ronde |
| 3   | Barendrecht   | 3   | 1 | 0 | 2 | 3   | 8  | 9  | −1  |              |
| 4   | RVVH          | 3   | 0 | 0 | 3 | 0   | 2  | 20 | −18 |              |

Groep 5
| Pos | Team             | Wed | W | G | V | Ptn | DV | DT | +/− | Kwalificatie |
| --- | ---------------- | --- | - | - | - | --- | -- | -- | --- | ------------ |
| 1   | Berkel           | 2   | 2 | 0 | 0 | 6   | 7  | 1  | +6  | Derde ronde  |
| 2   | Saestum-2        | 2   | 1 | 0 | 1 | 3   | 4  | 6  | −2  | Tweede ronde |
| 3   | Sparta Rotterdam | 2   | 0 | 0 | 2 | 0   | 3  | 7  | −4  |              |
| 4   | SDC Putten       | 0   | 0 | 0 | 0 | 0   | 0  | 0  | 0   |              |

Groep 6
| Pos | Team                | Wed | W | G | V | Ptn | DV | DT | +/− | Kwalificatie |
| --- | ------------------- | --- | - | - | - | --- | -- | -- | --- | ------------ |
| 1   | Saestum             | 3   | 3 | 0 | 0 | 9   | 17 | 0  | +17 | Derde ronde  |
| 2   | FC Delta Sports '95 | 3   | 1 | 1 | 1 | 4   | 4  | 7  | −3  | Tweede ronde |
| 3   | Sparta Nijkerk      | 3   | 1 | 0 | 2 | 3   | 5  | 8  | −3  |              |
| 4   | Sporting '70        | 3   | 0 | 1 | 2 | 1   | 1  | 12 | −11 |              |

Groep 7
| Pos | Team            | Wed | W | G | V | Ptn | DV | DT | +/− | Kwalificatie |
| --- | --------------- | --- | - | - | - | --- | -- | -- | --- | ------------ |
| 1   | FC Eindhoven AV | 2   | 2 | 0 | 0 | 6   | 11 | 1  | +10 | Derde ronde  |
| 2   | IJzendijke      | 2   | 1 | 0 | 1 | 3   | 2  | 9  | −7  | Tweede ronde |
| 3   | Sleeuwijk       | 2   | 0 | 0 | 2 | 0   | 2  | 5  | −3  |              |

Groep 8
| Pos | Team       | Wed | W | G | V | Ptn | DV | DT | +/− | Kwalificatie |
| --- | ---------- | --- | - | - | - | --- | -- | -- | --- | ------------ |
| 1   | Klarenbeek | 3   | 3 | 0 | 0 | 9   | 17 | 6  | +11 | Derde ronde  |
| 2   | DTS Ede    | 3   | 2 | 0 | 1 | 6   | 11 | 9  | +2  | Tweede ronde |
| 3   | DZC '68    | 3   | 1 | 0 | 2 | 3   | 2  | 12 | −10 |              |
| 4   | AZSV       | 3   | 0 | 0 | 3 | 0   | 5  | 8  | −3  |              |

Groep 9
| Pos | Team     | Wed | W | G | V | Ptn | DV | DT | +/− | Kwalificatie |
| --- | -------- | --- | - | - | - | --- | -- | -- | --- | ------------ |
| 1   | Eldenia  | 3   | 2 | 1 | 0 | 7   | 12 | 1  | +11 | Derde ronde  |
| 2   | Berkum   | 3   | 1 | 2 | 0 | 5   | 5  | 1  | +4  |              |
| 3   | HZVV     | 3   | 0 | 2 | 1 | 2   | 1  | 6  | −5  |              |
| 4   | FC Ommen | 3   | 0 | 1 | 2 | 1   | 1  | 11 | −10 |              |

Groep 10
| Pos | Team              | Wed | W | G | V | Ptn | DV | DT | +/− | Kwalificatie |
| --- | ----------------- | --- | - | - | - | --- | -- | -- | --- | ------------ |
| 1   | ACV               | 3   | 3 | 0 | 0 | 9   | 19 | 3  | +16 | Derde ronde  |
| 2   | Oranje Nassau-2   | 3   | 2 | 0 | 1 | 6   | 8  | 15 | −7  | Tweede ronde |
| 3   | Be Quick '28-2    | 3   | 1 | 0 | 2 | 3   | 6  | 8  | −2  |              |
| 4   | Heerenveense Boys | 3   | 0 | 0 | 3 | 0   | 2  | 9  | −7  |              |

Groep 11
| Pos | Team               | Wed | W | G | V | Ptn | DV | DT | +/− | Kwalificatie |
| --- | ------------------ | --- | - | - | - | --- | -- | -- | --- | ------------ |
| 1   | Be Quick '28       | 2   | 2 | 0 | 0 | 6   | 7  | 1  | +6  | Derde ronde  |
| 2   | Stiens             | 2   | 1 | 0 | 1 | 3   | 3  | 5  | −2  | Tweede ronde |
| 3   | The Knickerbockers | 2   | 0 | 0 | 2 | 0   | 1  | 5  | −4  |              |
| 4   | Groen Geel         | 0   | 0 | 0 | 0 | 0   | 0  | 0  | 0   |              |

Groep 12
| Pos | Team          | Wed | W | G | V | Ptn | DV | DT | +/− | Kwalificatie |
| --- | ------------- | --- | - | - | - | --- | -- | -- | --- | ------------ |
| 1   | Oranje Nassau | 2   | 2 | 0 | 0 | 6   | 20 | 0  | +20 | Derde ronde  |
| 2   | Winsum        | 2   | 1 | 0 | 1 | 3   | 3  | 15 | −12 |              |
| 3   | Helpman       | 2   | 0 | 0 | 2 | 0   | 2  | 10 | −8  |              |

Groep 13
| Pos | Team           | Wed | W | G | V | Ptn | DV | DT | +/− | Kwalificatie |
| --- | -------------- | --- | - | - | - | --- | -- | -- | --- | ------------ |
| 1   | Nuenen         | 3   | 3 | 0 | 0 | 9   | 17 | 0  | +17 | Derde ronde  |
| 2   | Hoogland       | 3   | 2 | 0 | 1 | 6   | 12 | 3  | +9  | Tweede ronde |
| 3   | VDZ            | 3   | 1 | 0 | 2 | 3   | 4  | 12 | −8  |              |
| 4   | Beuningse Boys | 3   | 0 | 0 | 3 | 0   | 0  | 18 | −18 |              |

Groep 14
| Pos | Team           | Wed | W | G | V | Ptn | DV | DT | +/− | Kwalificatie |
| --- | -------------- | --- | - | - | - | --- | -- | -- | --- | ------------ |
| 1   | Always Forward | 2   | 1 | 1 | 0 | 4   | 10 | 3  | +7  | Derde ronde  |
| 2   | Victoria Boys  | 2   | 1 | 1 | 0 | 4   | 10 | 4  | +6  | Tweede ronde |
| 3   | Winkel         | 2   | 0 | 0 | 2 | 0   | 1  | 14 | −13 |              |

Groep 15
| Pos | Team          | Wed | W | G | V | Ptn | DV | DT | +/− | Kwalificatie |
| --- | ------------- | --- | - | - | - | --- | -- | -- | --- | ------------ |
| 1   | DSE           | 3   | 2 | 0 | 1 | 6   | 3  | 1  | +2  | Derde ronde  |
| 2   | AFC           | 3   | 1 | 1 | 1 | 4   | 7  | 7  | 0   |              |
| 3   | Buitenveldert | 3   | 1 | 1 | 1 | 4   | 4  | 5  | −1  |              |
| 4   | UDI'19        | 3   | 1 | 0 | 2 | 3   | 6  | 7  | −1  |              |

Groep 16
| Pos | Team       | Wed | W | G | V | Ptn | DV | DT | +/− | Kwalificatie |
| --- | ---------- | --- | - | - | - | --- | -- | -- | --- | ------------ |
| 1   | Trekvogels | 2   | 1 | 1 | 0 | 4   | 15 | 2  | +13 | Derde ronde  |
| 2   | ADO '20    | 2   | 1 | 1 | 0 | 4   | 5  | 4  | +1  | Tweede ronde |
| 3   | Bergen     | 2   | 0 | 0 | 2 | 0   | 2  | 16 | −14 |              |

Groep 17
| Pos | Team           | Wed | W | G | V | Ptn | DV | DT | +/− | Kwalificatie |
| --- | -------------- | --- | - | - | - | --- | -- | -- | --- | ------------ |
| 1   | Nooit Gedacht  | 3   | 3 | 0 | 0 | 9   | 16 | 5  | +11 | Derde ronde  |
| 2   | FSG            | 3   | 1 | 1 | 1 | 4   | 5  | 8  | −3  |              |
| 3   | HVCH           | 3   | 0 | 2 | 1 | 2   | 3  | 8  | −5  |              |
| 4   | ST Someren/NWC | 3   | 0 | 1 | 2 | 1   | 4  | 7  | −3  |              |

Groep 18
| Pos | Team        | Wed | W | G | V | Ptn | DV | DT | +/− | Kwalificatie |
| --- | ----------- | --- | - | - | - | --- | -- | -- | --- | ------------ |
| 1   | Bekkerveld  | 3   | 3 | 0 | 0 | 9   | 11 | 4  | +7  | Derde ronde  |
| 2   | Schaesberg  | 3   | 2 | 0 | 1 | 6   | 4  | 5  | −1  | Tweede ronde |
| 3   | Beerse Boys | 3   | 1 | 0 | 2 | 3   | 6  | 7  | −1  |              |
| 4   | Nuenen-2    | 3   | 0 | 0 | 3 | 0   | 5  | 10 | −5  |              |

Groep 19
| Pos | Team              | Wed | W | G | V | Ptn | DV | DT | +/− | Kwalificatie |
| --- | ----------------- | --- | - | - | - | --- | -- | -- | --- | ------------ |
| 1   | Orion             | 3   | 2 | 0 | 1 | 6   | 13 | 2  | +11 | Derde ronde  |
| 2   | FC Eindhoven AV-2 | 3   | 2 | 0 | 1 | 6   | 5  | 4  | +1  | Tweede ronde |
| 3   | Rood-Wit '62      | 3   | 2 | 0 | 1 | 6   | 4  | 12 | −8  |              |
| 4   | Wittenhorst       | 3   | 0 | 0 | 3 | 0   | 2  | 6  | −4  |              |

Groep 20
| Pos | Team          | Wed | W | G | V | Ptn | DV | DT | +/− | Kwalificatie |
| --- | ------------- | --- | - | - | - | --- | -- | -- | --- | ------------ |
| 1   | FC Berghuizen | 3   | 3 | 0 | 0 | 9   | 22 | 3  | +19 | Derde ronde  |
| 2   | Prinses Irene | 3   | 2 | 0 | 1 | 6   | 4  | 3  | +1  | Tweede ronde |
| 3   | Trekvogels-2  | 3   | 0 | 1 | 2 | 1   | 3  | 10 | −7  |              |
| 4   | Woezik        | 3   | 0 | 1 | 2 | 1   | 1  | 14 | −13 |              |

Groep 21
| Pos | Team         | Wed | W | G | V | Ptn | DV | DT | +/− | Kwalificatie |
| --- | ------------ | --- | - | - | - | --- | -- | -- | --- | ------------ |
| 1   | Bavel        | 2   | 2 | 0 | 0 | 6   | 9  | 1  | +8  | Derde ronde  |
| 2   | FC Tilburg   | 2   | 1 | 0 | 1 | 3   | 3  | 3  | 0   | Tweede ronde |
| 3   | OJC Rosmalen | 2   | 0 | 0 | 2 | 0   | 0  | 8  | −8  |              |
| 4   | DSE-2        | 0   | 0 | 0 | 0 | 0   | 0  | 0  | 0   |              |

Groep 22
| Pos | Team       | Wed | W | G | V | Ptn | DV | DT | +/− | Kwalificatie |
| --- | ---------- | --- | - | - | - | --- | -- | -- | --- | ------------ |
| 1   | De Tukkers | 2   | 2 | 0 | 0 | 6   | 10 | 0  | +10 | Derde ronde  |
| 2   | RKHVV      | 2   | 1 | 0 | 1 | 3   | 11 | 3  | +8  | Tweede ronde |
| 3   | Witkampers | 2   | 0 | 0 | 2 | 0   | 1  | 19 | −18 |              |

#### Tweede ronde
| Datum      | Team                | Uitslag             | Team                |
| ---------- | ------------------- | ------------------- | ------------------- |
| 21 oktober | FC Delta Sports '95 | 0 – 2               | IJzendijke          |
| 21 oktober | Ter Leede-2         | 2 – 1               | ADO '20             |
| 21 oktober | IJFC                | 0 – 0 (n.v.) w.n.s. | CVV De Jodan Boys   |
| 21 oktober | SC Stiens           | 0 – 3               | Saestum-2           |
| 21 oktober | Prinses Irene       | w/o                 | Oranje Nassau-2 (4) |
| 21 oktober | Hoogland            | 2 – 0               | DSS-2 (4)           |
| 21 oktober | DTS Ede             | w/o                 | Schaesberg          |
| 22 oktober | FC Eindhoven AV-2   | 7 – 2               | RKHVV               |
| 22 oktober | FC Tilburg          | 0 – 0 (n.v.) w.n.s. | Victoria Boys       |

#### Derde ronde
| Datum       | Team              | Uitslag             | Team            |
| ----------- | ----------------- | ------------------- | --------------- |
| 12 december | Jong Ajax         | 1 – 0               | Berkel          |
| 16 december | Ter Leede-2       | 0 – 6               | DTS Ede         |
| 16 december | Saestum-2         | 4 – 0               | Eldenia         |
| 16 december | Wartburgia        | 3 – 1               | Oranje Nassau   |
| 16 december | Bavel             | 0 – 3               | Saestum         |
| 16 december | Ter Leede         | 4 – 0               | IJzendijke      |
| 16 december | FC Rijnvogels     | w/o                 | Klarenbeek      |
| 16 december | DSS               | w/o                 | Bekkerveld      |
| 16 december | IJFC              | 0 – 3               | FC Eindhoven AV |
| 16 december | Nooit Gedacht     | 0 – 5               | ACV             |
| 16 december | Hoogland          | 3 – 7               | Be Quick '28    |
| 17 december | Prinses Irene     | 0 – 5               | Orion           |
| 17 december | FC Berghuizen     | 2 – 1               | Always Forward  |
| 17 december | FC Eindhoven AV-2 | 2 – 1               | Trekvogels      |
| 17 december | FC Tilburg        | 2 – 4               | De Tukkers      |
| 17 december | Nuenen            | 2 – 2 (n.v.) w.n.s. | DSE             |

#### Achtste finales
| Datum          | Team              | Uitslag              | Team            |
| -------------- | ----------------- | -------------------- | --------------- |
| 13 januari     | Jong Ajax         | 4 – 2                | ACV             |
| 13 januari     | Saestum           | 0 – 1                | Saestum-2       |
| 13 januari     | Be Quick '28      | 0 – 5                | FC Eindhoven AV |
| 13 januari     | De Tukkers        | 1 – 0                | DSS             |
| 17 januari     | FC Rijnvogels     | 2 – 3 (n.v.)         | Ter Leede       |
| 21 januari     | FC Eindhoven AV-2 | 1 – 4                | Nuenen          |
| 25 januari     | DTS Ede           | 1 – 0                | Orion           |
| 31 jan./3 feb. | FC Berghuizen     | 0 – 0 (n.v.), w.n.s. | Wartburgia      |

#### Kwartfinales
| Datum      | Team       | Uitslag             | Team            |
| ---------- | ---------- | ------------------- | --------------- |
| 20 januari | Ter Leede  | 2 – 3               | Saestum-2       |
| 27 januari | De Tukkers | 0 – 5               | FC Eindhoven AV |
| 3 februari | DTS Ede    | 3 – 3 (n.v.) w.n.s. | Nuenen          |
| 6 februari | Jong Ajax  | 2 – 1               | Wartburgia      |

#### Halve finales
| Datum   | Team      | Uitslag | Team                |
| ------- | --------- | ------- | ------------------- |
| 9 maart | Saestum-2 | 1 – 4   | FC Eindhoven AV (2) |
| 7 april | Jong Ajax | 10 – 1  | Nuenen              |

#### Finale
| Datum                          | Team            | Uitslag | Team      |
| ------------------------------ | --------------- | ------- | --------- |
| 9 mei, terrein FC Eindhoven AV | FC Eindhoven AV | 0 – 2   | Jong Ajax |

## Districtsbekers
Aan de Districtsbekers (Groep 2) namen de vrouwenelftallen uit het betreffende district deel die uitkwamen in de Tweede en Derde klassen. (Elftallen uitkomend in de Vierde klassen en lager speelden om de Districtsbekers (Groep 3)).
De eerste ronde werd gespeeld in poulevorm. Elke poule bestond uit vier, maar minimaal drie elftallen, die een halve competitie afwerkten. De poulewinnaars plaatsen zich voor de knock-outfase. Elftallen uitkomend in de Eerste klasse die in de poulefase van de landelijke beker werden uitgeschakeld stroomden in de knock-outfase van hun district in.

Bij gelijkspel in de knock-outfase werd de winnaar bepaald door middel van een strafschoppenserie, met uitzondering van een finale waar in dat geval eerst nog een verlenging werd gespeeld.
| Datum               | Thuisclub            | Uitslag      | Uitclub            |
| Kwartfinales        | Kwartfinales         | Kwartfinales | Kwartfinales       |
| ------------------- | -------------------- | ------------ | ------------------ |
| 30 maart            | VEV '67              | 3-1          | SIOS               |
| 30 maart            | HZVV                 | 3-1          | Helpman            |
| 30 maart            | Heerenveense Boys    | 1-0          | St. Annaparochie   |
| 30 maart            | ST FC Meppel/Alcides | 3-0          | Be Quick Dokkum    |
| Halve finales       |                      |              |                    |
| 4 mei               | HZVV                 | 1-3          | The Knickerbockers |
| 16 mei              | Heerenveense Boys    | 7-1          | VEV '67            |
| Finale, terrein ONT |                      |              |                    |
| 5 juni              | HZVV                 | 0-2          | The Knickerbockers |

| Datum                    | Thuisclub     | Uitslag      | Uitclub        |
| Kwartfinales             | Kwartfinales  | Kwartfinales | Kwartfinales   |
| ------------------------ | ------------- | ------------ | -------------- |
| 30 maart                 | Blauw Wit '66 | 0-1          | VDZ            |
| 30 maart                 | ZAC           | 3-2          | Bergentheim    |
| 30 maart                 | DZC '68       | 2-4          | Sparta Nijkerk |
| 30 maart                 | AZSV          | w/o          | FC Kunde       |
| Halve finales            |               |              |                |
| 4 mei                    | AZSV          | 4-1          | VDZ            |
| 4 mei                    | ZAC           | 3-2          | Sparta Nijkerk |
| Finale, terrein Orderbos |               |              |                |
| 15 juni                  | VDZ           | 2-0          | ZAC            |

| Datum                         | Thuisclub        | Uitslag          | Uitclub          |
| Kwartfinales                  | Kwartfinales     | Kwartfinales     | Kwartfinales     |
| ----------------------------- | ---------------- | ---------------- | ---------------- |
| 27 maart                      | IJsselmeervogels | 2-1              | UVV              |
| 30 maart                      | DVVA             | 1-1 w.n.s. (4-5) | Velsen           |
| 30 maart                      | CSW              | 1-7              | Ajax (am.)       |
| 4 april                       | AFC              | 6-0              | DWOW             |
| Halve finales                 |                  |                  |                  |
| 7 mei                         | AFC              | 2-2 w.n.s. (2-4) | Ajax (am.)       |
| 14 mei                        | Velsen           | 0-2              | IJsselmeervogels |
| Finale, Sportpark De Toekomst |                  |                  |                  |
| 5 juni                        | Ajax (am.)       | 3-1 (n.v.)       | Velsen           |

| Datum                         | Thuisclub          | Uitslag                 | Uitclub            |
| Kwartfinales                  | Kwartfinales       | Kwartfinales            | Kwartfinales       |
| ----------------------------- | ------------------ | ----------------------- | ------------------ |
| 30 maart                      | ADO Den Haag-2     | w/o                     | Spirit             |
| 30 maart                      | SSS-2              | 0-1                     | Forum Sport        |
| 30 maart                      | FC Rijnvogels      | 1-3                     | Foreholte          |
| 30 maart                      | SVO RVVH/Sparta AV | 3-0                     | ARC                |
| Halve finales                 |                    |                         |                    |
| 4 mei                         | Foreholte          | 0-2                     | Spirit             |
| 14 mei                        | SVO RVVH/Sparta AV | Z-A                     | Forum Sport        |
| Finale, terrein De Jodan Boys |                    |                         |                    |
| 1 juni                        | Spirit             | 2-2 (n.v.) w.n.s. (4-5) | SVO RVVH/Sparta AV |

| Datum                               | Thuisclub              | Uitslag      | Uitclub                |
| Kwartfinales                        | Kwartfinales           | Kwartfinales | Kwartfinales           |
| ----------------------------------- | ---------------------- | ------------ | ---------------------- |
| 14 januari                          | OJC Rosmalen           | 6-3          | ZIGO                   |
| 20 januari                          | Nuenen-2               | 2-0          | Kloetinge              |
| 23 januari                          | Unitas '30             | 1-2          | SC Gastel              |
| 25 januari                          | ST Unitas/GJS/Heukelum | 2-1          | Beerse Boys            |
| Halve finales                       |                        |              |                        |
| 30 maart                            | Kloetinge              | 2-5          | OJC Rosmalen           |
| 30 maart                            | SC Gastel              | 0-2          | ST Unitas/GJS/Heukelum |
| Finale, terrein Trinitas Oisterwijk |                        |              |                        |
| 9 mei                               | ST Unitas/GJS/Heukelum | 1-0          | OJC Rosmalen           |

| Datum                      | Thuisclub            | Uitslag      | Uitclub      |
| Kwartfinales               | Kwartfinales         | Kwartfinales | Kwartfinales |
| -------------------------- | -------------------- | ------------ | ------------ |
| 17 december                | ST Avesteyn/Heeswijk | 2-2 w.n.s.   | EVVC         |
| 17 december                | Rood-Wit '62         | 5-0          | Leveroy      |
| 17 december                | Festilent            | 2-4          | HVCH         |
| 17 december                | Wittenhorst          | w/o          | RKHBS        |
| Halve finales              |                      |              |              |
| 1 april                    | ST Avesteyn/Heeswijk | 0-2          | Rood-Wit '62 |
| 1 april                    | RKHBS                | 2-1          | HVCH         |
| Finale, terrein Bekkerveld |                      |              |              |
| 9 mei                      | RKHBS                | 1-4          | Rood-Wit '62 |